# Variable de classe
Una variable de classe, en programació orientada a objectes, és una variable pròpia de la classe que la conté, al contrari que les variables d'instància. És un cas especial d'atribut de classe. Per invocar-la, no cal crear un objecte de la classe però si es vol cridar des d'una altra classe és necessari escriure el nom de la classe que la conté seguit d'un punt i el nom de la variable, d'aquesta forma:
nomClase.nomVariable